# Suchdol (Boêmia Central)
Suchdol é uma comuna checa localizada na região da Boêmia Central, distrito de Kutná Hora.